# Scandinavian Hydrogen Highway Partnership
Die Scandinavian Hydrogen Highway Partnership (SHHP) ist ein Zusammenschluss der Organisationen Hynor (Norwegen), Hydrogen Sweden (Schweden) und Hydrogen Link (Dänemark) mit dem Ziel, in den drei skandinavischen Ländern eine der ersten europäischen Regionen zu etablieren, in der Wasserstoff für Fahrzeuge verfügbar und in einem Netzwerk von Wasserstofftankstellen nutzbar ist.
Die SHHP wurde 2006 mit dem Ziel gegründet, Skandinavien als Leitmarkt in Europa zum Thema Wasserstofftransport aufzubauen. In den nationalen Organisationen Hynor, Hydrogen Sweden und Hydrogen Link sind jeweils verschieden große Einrichtungen aus Industrie, Forschung und Kommunen vertreten. Assoziierte Partner von SHHP sind in Island, Finnland und Kanada (BC Highway) vorhanden. Bis 2015 wollte die SHHP ein Netzwerk mit 15 Wasserstofftankstellen, 30 Außenstellen, 500 Automobilen, 500 Sonderfahrzeugen und 100 Bussen aufbauen.
Ende 2009 sind sieben Wasserstofftankstellen in Betrieb, in Stavangar, Grenland, Drammen, Oslo in Norwegen, in Ringkøbing und Kopenhagen in Dänemark, sowie in Malmö in Schweden. Eine Tankstelle in Holstebro, Dänemark, war in Bau und acht weitere waren geplant (4 in Norwegen, 3 in Schweden und 1 in Dänemark).
Im Jahr 2010 ging eine zweite Tankstelle in Stavanger in Betrieb. Mitte 2011 sind in Dänemark 12, in Norwegen 5 und in Schweden eine Wasserstofftankstelle in Betrieb. 6 weitere Tankstelle sind in Norwegen, 3 in Schweden und 2 in Dänemark in Planung oder Bau.
Anfang 2016 weist die Karte der SHHP 17 aktive Wasserstofftankstellen aus, die meisten (neun) in Dänemark, in Norwegen sechs. Um Oslo verkehren fünf Brennstoffzellenbusse und für die Länder der SHHP werden 37 Brennstoffzellenautos ( Think Fuel Cell City Car und Hyundai ix35 FCEV) angeführt.